# República Dominicana nos Jogos Pan-Americanos de 2007
A República Dominicana competiu nos Jogos Pan-Americanos de 2007 no Rio de Janeiro, no Brasil.

## Medalhas

### Ouro
Caratê - até 75 kg masculino
- Gustavo Dionisio

Caratê - até 60 kg feminino
- Heidy Rodríguez

Ciclismo - Estrada masculino
- Wendy Cruz

Levantamento de peso - até 53 kg feminino
- Yudelquis Contreras

Taekwondo - até 58 kg masculino
- Gabriel Mercedes

Tênis de mesa - Individual masculino
- Lin Ju

### Prata
Boxe - Peso mosca (até 51 kg)
- Juan Carlos Payano

Boxe - Peso galo (até 54 kg)
- Claudio Marrero

Boxe - Peso médio (até 75 kg)
- Argenis Núñez

Luta greco-romana - até 66 kg masculino
- Anyelo Mota

Taekwondo - Até 49 kg feminino
- Jahaira Peguero

Tênis de mesa - Individual feminino
- Wu Xue